# Esa-Pekka Salonen
Esa-Pekka Salonen, född 30 juni 1958 i Helsingfors, är en internationellt verksam finländsk dirigent och kompositör.

## Biografi
Salonen har studerat vid Sibelius-akademin i Helsingfors och har två examina: horn (1977) och dirigering (1980). Han studerade också komposition i Helsingfors och för Niccolò Castiglioni och Franco Donatoni i Italien. I början såg han sig mest som en kompositör, som även dirigerade, men med tiden har de många dirigentuppdragen gjort rollerna ombytta.
År 2024 tilldelades han Polarpriset.

### Dirigentskap
Som dirigent debuterade han 1979 med Radions symfoniorkester i Finland och fick han sitt internationella genombrott 1983 när han uppförde Mahlers tredje symfoni med Philharmonia Orchestra i London. Han var därefter (1985-94) förste gästdirigent hos samma orkester. Under åren 1985–95 var han chefsdirigent för Sveriges Radios symfoniorkester. Han har varit konstnärlig ledare för Stockholms Nya Kammarorkester (SNYKO) och var 1992–2009 chefsdirigent för Los Angeles Philharmonic; sedan 2009 utnämnd till dess "Hedersdirigent" (Conductor Laureate). Salonen är numera bosatt i Kalifornien. 1995-96 var han också Konstnärlig ledare för Helsingfors festspel.
Salonen är känd för framföranden av stora mängder verk av samtida tonsättare, däribland finlandssvenske Magnus Lindberg och flera andra finska tonsättare, och han samarbetar gärna i experimentella projekt med modern teknologi, multimedia och olika slags kulturpersoner och -parter. Med den amerikanske regissören Peter Sellars har han bland annat gjort  Olivier Messiaens opera Saint François d'Assise vid Festspelen i Salzburg (1992), Wagners Tristan och Isolde i Los Angeles (2007) och Kaija Saariahos La Passion de Simone på Helsingfors festspel (2007). 
1996 skapade han med tonsättaren Pierre Boulez en Stravinskij-festival i Paris. 2011 dirigerade han i Los Angeles världspremiären av den nyligen upptäckta operan Orango av Dmitrij Sjostakovitj. Han har också dirigerat opera på merparten av världens stora operahus, såsom La Scala, Metropolitan Opera, Royal Opera House Covent Garden. Han är återkommande gästdirigent för flera av världens framträdande orkestrar och har gjort ett stort antal skivinspelningar, TV-konserter och filmade produktioner.
Från och med hösten 2008 är Esa-Pekka Salonen chefsdirigent och konstnärlig rådgivare för Philharmonia Orchestra i London. Den första säsongen ledde han bland annat det stora projektet City of Dreams med musik från Wien perioden 1900-1935, innefattande en turné till 18 europeiska städer.

### Komposition och övrigt
Salonen arbetar också när tiden medger som tonsättare och har komponerat ett stort antal verk, vissa av dem benämnda som "moderna klassiker" internationellt, bland andra orkesterverken Floof (1992), LA Variations (1996), Insomnia (2002), Wing on Wing (2004), en Pianokonsert (2007) och en Violinkonsert (2009).
Esa-Pekka Salonen är initiativtagare till och konstnärlig ledare för Östersjöfestivalen, som grundades 2003 för fokus på Östersjöns ekologiska tillstånd via musik och sunt ledarskap och arrangeras årligen runt månadsskiftet augusti-september i Stockholm i samverkan med bland andra Sveriges Radio och ett stort antal europeiska orkestrar och musiker.
Från 2010 har hyllningsprojektet Expedition Salonen haft konserthuset i Dortmund som centrum. Projektet inbegriper flera europeiska städer och Salonens roller som dirigent, kompositör och multimedia-kreatör.
Från september 2015 till och med 2018 var Salonen New York Philharmonics huskompositör (Composer in Residence) med uppförande av ett flertal av hans verk.

## Priser och utmärkelser (urval)
- 1992 – Pro Finlandia-medaljen[19]
- 1992 – Unescos Rostrum-pris för kompositionen Floof
- 1993 – Accademia Musicale Chigianas Sienapris (den förste dirigenten att erhålla priset)
- 1995 – Royal Philharmonic Societys Operapris
- 1996 – Litteris et Artibus av Svenska kungahuset
- 1997 – Royal Philharmonic Societys Dirigentpris
- 1998 – Ordre des Arts et des Lettres av Officers grad i Frankrike
- 2003 – Hedersdoktor vid Sibelius-akademin
- 2005 – Helsingforsmedaljen
- 2006 – "Musician of the Year"-titel av Musical American
- 2009 – Hedersdoktor vid Hong Kong Academy of Performing Arts
- 2010 – Utnämnd till Hedersmedlem vid American Academy of Arts and Sciences
- 2010 – Hedersdoktor vid University of Southern California
- 2011 – Hedersdoktor vid Royal College of Music i London
- 2012 – Grawemeyer-priset för Violinkonserten[20]
- 2024 – Polarpriset[17]